# Карамай (район)
Район Карама́й (уйг. قاراماي رايونى; K̡aramay Rayoni‎, кит. упр. 克拉玛依区, пиньинь Kèlāmǎyī qū) — район в городском округе Карамай Синьцзян-Уйгурского автономного района КНР.

## История
8 августа 1990 года Карамай стал городским округом, подчинённым напрямую правительству Синьцзян-Уйгурского автономного района. В сентябре 1991 года в составе городского округа Карамай был создан район Карамай.

## География
На севере район граничит с районом Джеренбулак, на юго-востоке — с городским уездом Куйтунь Или-Казахского автономного округа, на востоке и западе — с округом Чугучак Или-Казахского автономного округа.

## Административное деление
Район Карамай делится на 6 уличных комитетов и 1 волость.

## Транспорт
- Аэропорт Карамай